# 綿貫龍之介
綿貫龍之介（日语：／ Watanuki Ryūnosuke，1991年6月24日—），日本男性配音員，出身於埼玉縣，remax所屬。代代木動畫學院畢業。。身高183cm。A型血。

## 人物簡介
興趣有慢跑、打籃球、讀書、射飛鏢。特長有溜滑板、貝斯和沖繩三味線彈奏。资格证书：厨师证、普通机动车驾照、商务计算3级证书。

## 演出作品
※粗體字表示說明飾演的主要角色。

### 電視動畫
2014年
- 愚者信長（通信士）
- selector infected WIXOSS（警官）
- 白銀的意志 ARGEVOLLEN（將校）
- ALDNOAH.ZERO（警備兵）
- 東京殘響（警備員A、SAT隊長）
- 牙狼〈GARO〉-炎之刻印-（馬爾賽羅）
- 魔彈之王與戰姬（男子）
- 納米神兵（日语：ナノ・インベーダーズ）

2015年
- 偵探歌劇 少女福爾摩斯 TD（巨人）
- 無頭騎士異聞錄 DuRaRaRa!!×2 承（四木的部下）
- ALDNOAH.ZERO 第2期（三叉戟基地司令官）
- 純潔的瑪利亞（團長、住民男子C、傳令騎士）
- 在地下城尋求邂逅是否搞錯了什麼（冒險者、門番B）
- 食戟之靈（筋肉男子D）
- 亞爾斯蘭戰記（帕爾斯國民、士兵、諸侯、魯西達尼亞將校）
- 銀魂゜（船員）
- 絕命制裁X（大木弘）
- GATE 奇幻自衛隊（檜垣統、議長）
- 重裝武器（主持人、恐怖分子）
- 落第騎士英雄譚（葛雷姆）
- 彗星·路西法（警官、機長、駕駛員）
- 請問您今天要來點兔子嗎??（殭屍E）
- VALKYRIE DRIVE -MERMAID-（役人）
- 勇敢節拍（日语：ブレイブビーツ）（天宮隆正、研究員）

2016年
- 銀魂゜（志士）
- 重裝武器（上官、小隊長）
- 機動戰士鋼彈：鐵血的孤兒 第1期（索奧·卡尼[2]、末日號角士兵、末日號角部隊長、阿布勞議員）
- 勇敢節拍（警官奧黛莉）
- 疾走王子Alternative（司機、店主）
- NORN9 命運九重奏（男子1）
- Active Raid－機動強襲室第八係－（自衛隊員A）
- Dimension W  -第四次元-（親衛隊員、機器人、次元管理局員）
- JoJo的奇妙冒險 不滅鑽石（SPW財團男子、葡萄丘中學體育教師、吉良吉影的同事）
- 逆轉裁判 ～對這個「真相」，有異議！～（御劍信[3]）
- Re:從零開始的異世界生活（鬼族村民、討伐隊）
- 飛翔的魔女（男子B）
- 食戟之靈 貳之皿（料理人、男性客人D、男性）
- 亞爾斯蘭戰記 風塵亂舞（士兵）
- Regalia 三聖星（記者、州知事、機長）
- 發條精靈戰記 天鏡的極北之星（格伊漢）
- 91Days（柏堤、嘉德、青年、男）
- Active Raid -機動強襲室第八係- 2nd（上班族、不動產業者）
- 齊木楠雄的災難（百鬼丸前輩）
- 路人超能100（雉子林、志村、赤城、魔津尾）
- 時間飛船24（司令官）
- 終末的伊澤塔（費爾納的參謀、瓦爾馬、蓋爾飛行員）
- 啟航吧！編舟計畫（代理店）

2017年
- MARGINAL＃4 由KISS開始創造的Big Bang（記者A）
- 幼女戰記（局員）
- 來自「没有榮耀的天才們」的故事（日语：栄光なき天才たち）（男C）[4]
- 愛麗絲與藏六（澤木徹、電視）
- 劍姬神聖譚 在地下城尋求邂逅是否搞錯了什麼 外傳（弗摩爾、大叔）
- 櫻花任務（酒屋的店主、導演、導演助監督、秀吉[5]）
- ID-0（I Machine兵1、通信1）
- Re:CREATORS（自衛隊員）
- 從零開始的魔法書（騎士團長）
- 遊☆戲☆王VRAINS（男2、操作員、評論員、解說者、回音、漢諾的騎士）
- 有頂天家族2（狸C）
- 戰姬絕唱SYMPHOGEAR AXZ（巴爾韋德總統）
- 咕嚕咕嚕魔法陣 (2017年版)（魔王歌唱）
- 騎士&魔法（卡爾托斯·伊登·甲羅武德、矮人C）
- Princess Principal（船長）
- 血界戰線 & BEYOND（加爾甘比諾一家構成員）
- 偶像大師 SideM（攝影師）
- 泥鯨之子們在沙地上歌唱（甘瓦、柯珈里）
- 奇諾之旅 -the Beautiful World- the Animated Series（大人B）

2018年
- BORUTO -火影新世代- NARUTO NEXT GENERATIONS-（葦丸）
- 牙鬥獸娘（男、教師）
- 七大罪 戒律的復活（瓦悠、士兵、礦夫A、灰色魔神、提歐 等）
- 霸穹 封神演義（姜桓楚）
- 博多豚骨拉麵團（小弟、上司、教官）
- 沒有心跳的少女 BEATLESS（教官、議員A、男性hIE、姬山龍次、汽車製造公司董事〈中樞B〉 等）
- 比宇宙更遠的地方（電視聲音）
- 妖精森林的小不點（青蛙站員）
- 極道超女（無名[注 1]、計程車司機、局長）
- 刀劍神域外傳Gun Gale Online（玩家）
- 鋼彈創鬥者 潛網大戰（駕駛員）
- 最終休止符 -無止境的螺旋物語-（村人B、西裝男性、父親、巨大Spiral、瑪爾斯）
- 重神機潘多拉（師傅）
- 閃電十一人 戰神的天秤（平田泰造）
- 鬼燈的冷徹 第貳期（骸骨）
- 東京喰種:re（澤池龍太、林村直人、道端信二、搜査官）
- 驚爆危機！Invisible Victory（克拉馬的部下A）
- 黃金神威（警官、小宮、都丹庵士的手下、看守）
- 琴之森（埃基爾特）
- 輕羽飛揚（演員）
- 暮光幻影（隊長）
- 爆釣王（日语：爆釣バーハンター）（漁民）
- 閃電十一人 戰神的天秤（平田泰造、室伏恐）
- 火之丸相撲（2018～2019，學生、力士、廣播、副裁判）
- 魔法禁書目錄III（2018～2019，客人、尼可拉·托爾斯泰）
- （2018～2019，古尾谷猛、主治醫生、若島津健的父親）
- 閃電十一人 獵戶座的刻印（2018～2019，法爾哈德·吉里克、維克托·塞多瓦、費爾南多·達比諾）

2019年
- 路人超能100 II（雉子林[6]、老爺爺、細川、志村[7]、魔津尾、眉毛）
- 飛翔吧！戰機少女（店主）
- 荒野的壽飛行隊（團員）
- Endro～！（騎士A）
- Fairy Gone（布蘭哈特的老人）
- 擅長捉弄人的高木同學2（催眠術師）
- 戰姬絕唱SYMPHOGEAR XV（隊員A）
- 女高中生的虛度日常（流行病）
- 胡蝶綺 ～少年信長～（野伏）
- 海盜戰記（英格蘭軍士兵）
- 歌舞伎町夏洛克（司機）
- 警視廳 特務部 特殊凶惡犯對策室第七課（日语：警視庁 特務部 特殊凶悪犯対策室 第七課 -トクナナ-）（嫌疑人A、四季彩的丈夫、男A）
- 超人高中生們即便在異世界也能從容生存！（副團長）
- 巴比倫（日语：バビロン (小説)）（美食藝人）
- PSYCHO-PASS 3（修、伊沙克·科塔爾）
- 七大罪 眾神的逆鱗（2019～2020，裁判官、瓦悠、聖騎士）
- 這個勇者明明超TUEEE卻過度謹慎（阿爾克斯）
- 高分少女II（玩家2）

2020年
- 達爾文遊戲（黑幫男）
- 別對映像研出手！（機器人研究社後藤[8]）
- 格萊普尼爾（須藤）
- 白貓Project ZERO CHRONICLE（商人）
- 超異域公主連結 Re:Dive（盜賊2）
- 炎炎消防隊 貳之章（紫煙騎士團）

2021年
- 文豪Stray Dogs 汪！（發送者、要人）
- 無職轉生～到了異世界就拿出真本事～（布雷茲）
- 席斯坦 -The Roman Fighter-（ファブリス）
- Vivy -Fluorite Eye's Song-（托瓦克7）
- 瓦尼塔斯的手札（紳士A、警官、路卡的部下B、招待客A、獵人、喬治、男）
- IDOLiSH7 Third BEAT!（男性廣播）
- 平穩世代的韋馱天們（蘇基斯、採訪者、士兵）
- 夢夢貓 Mix！（秋トマトマン）
- 境界戰機（ナデート・イーラム）
- 月與萊卡與吸血公主（主任管制官）
- SAKUGAN（警察A）
- Muv-Luv Alternative（獵人3）

2022年
- 瓦尼塔斯的手札（龍騎兵長、吸血鬼B、隨從、吸血鬼A）
- 平家物語（武士1）
- 失格紋的最強賢者（傭兵A、亞魔族E）
- 女性向遊戲世界對路人角色很不友好（猴子怪物）
- 盾之勇者成名錄 Season2（馬戲團小屋的老闆）
- 幕末替身傳說（平隊士、浪人）
- 新網球王子 U-17 WORLD CUP（A·弗蘭肯斯坦那[9]）
- 聯盟空軍航空魔法音樂隊 光輝魔女（花屋、喬的祖父）
- OVERLORD IV（商人會議長）
- 轉生賢者的異世界生活～取得第二職業，成為世界最強～（信徒）
- 路人超能100 III（雉子林、百鬼四天魔王、觀光客B）
- BLUE LOCK 藍色監獄（伊右衛門送人、役員、波風高校監督）

2023年
- 文豪Stray Dogs 4th SEASON（野次馬B、要人A、軍警A、解説者）
- 狩火之王（煙二、火十[10]、管家、神族）
- 間諜教室
- 阿魯斯的巨獸（基恩）
- 轉生公主與天才千金的魔法革命（商店主）
- 地獄樂（罪人B）
- BLEACH 千年血戰篇-訣別譚-（技術開發局局員）
- 文豪Stray Dogs 5th SEASON（警官A、軍警、警備、吸血種A、聲2、通信士A）
- 不死少女的謀殺鬧劇（ヨーゼフ、警官）
- 幻日夜羽 -鏡中暉光-
- 咒術迴戰 懐玉・玉折/澀谷事變（一般人、孫）
- Paradox Live THE ANIMATION（夏準的父親）
- 勇者赫魯庫（賞金獵人）
- 泡泡糖忍戰（司機）

2024年
- 異修羅（探索士）
- 最弱魔物使開始了撿垃圾之旅。（旅人A、追手A、冒險者A）
- 狩火之王 第2期（火十[11]）
- 反派千金等級99～我是隱藏頭目但不是魔王～（貴族男性）
- 迷宮飯（男）
- 不死不運（燃燼）
- 青之驅魔師 島根啓明結社篇（觀光客）
- 公主殿下，「拷問」的時間到了（醫生）
- 指尖相觸，戀戀不捨（留學生C）
- Girls Band Cry（鄰居丈夫）
- 烏鴉不擇主（裁判）
- 終末的火車前往何方？（東吾野居民、狂笑高麗人參、警衛隊隊長）
- 轉生為第七王子，隨心所欲的魔法學習之路（近衛兵）
- 關於我轉生變成史萊姆這檔事 第3期（木曜長老薩倫）
- 異世界自殺突擊隊（獸人A）
- 拉麵赤貓（豬田）
- 神之塔 -Tower of God- 王子的歸還（波肯）
- 狼與辛香料 MERCHANT MEETS THE WISE WOLF（村人）
- 為何我的世界被遺忘了？（貝希摩斯）
- 金剛戰神U（大臣）
- 這個世界漏洞百出（從業員）
- 擅長逃跑的殿下（光頭大叔）
- 膽大黨（小桃的男友）
- 一兆＄遊戲（面試官）
- 刀劍神域外傳 Gun Gale Online II（山姆、玩家）
- 青之驅魔師 雪之盡頭篇（杜拉克·鐸拉葛雷斯克）
- 妻子變成小學生。（宇田）
- 尋神的旅途（漢鍾離[12]）
- 2.5次元的誘惑（廣播、攝影B、助手D）
- 地。-關於地球的運動-（傭人）
- 青之壬生浪（壽太郎的父親）

2025年
- 雖然我是注定沒落的貴族 閒來無事只好來深究魔法（商會會員、西蒙、男、高拉克、隊長、野盜、人狼A、哥布林、職員、賈米爾使者、間諜A、基斯塔多爾國王）
- 中年大叔轉生反派千金（侍者、職員B、學生A、男性B、黑心商人）
- 青之驅魔師 終夜篇（尼可拉耶·艾明內斯克[13]）
- 我的幸福婚約 第2期
- SAKAMOTO DAYS 坂本日常（劇中旁白）
- Dr.STONE 新石紀 SCIENCE FUTURE（傑諾兵）
- LAZARUS 拉撒路（播音員）
- 神統記（拉古村兵人、保佑者獼猴）
- 歲月流逝飯菜依舊美味（客人）
- WITCH WATCH 魔女守護者（店裡的大叔、男、狗們）
- 轉生成貓咪的大叔（店長）
- 持續狩獵史萊姆三百年，不知不覺就練到LV MAX ～其二～（魔族A、四天王A、魔獸）
- GACHIAKUTA（族民、光頭男）

### OVA
2015年
- 絕命制裁X（大木弘）[注 2]
- 噬血狂襲 女武神的王國篇（領隊）

2017年
- 食戟之靈 貳之皿「遠月十傑」（幹部B）

2019年
- Re:從零開始的異世界生活 冰結之絆（雪怪）

### 電影動畫
2010年代
- 劇場版 聲之形（2016年、佩多羅）
- 窈窕淑女 前篇 ～紅緒、花樣的17歲～（2017年、部下、马贼）
- 劇場版 七大罪：天空的囚人（2018年、天翼人）
- 窈窕淑女 後篇 ～花樣的東京大浪漫～（2018年、馬賊）

2020年年代
- 怪物彈珠 THE MOVIE 路西法 絕望的黎明（2020年、B男孩）
- 銀魂 THE FINAL（2021年、干部A）
- 机动战士GUNDAM_闪光的哈萨维（2021年、亨德里克·海约）
- GUNDAM_G之复国运动（2021年、克诺索斯船员）
- 漂流家園（2022年、施工作业员B）

### 網路動畫
2012年
- Yahabe（裁判）

2017年
- 夢王國與沉睡中的100位王子殿下 短篇動畫（飛沫）

2018年
- A.I.C.O.：化身（潛水夫A、部下B、國會議員B、工作人員）

2020年
- 碳變：義體置換（Kinoshita）

2021年
- 吸血鬼之愛（神原）

### 遊戲
2014年
- 魔法氣泡俄羅斯方塊（日语：ぷよぷよテトリス）（傑特）

2015年
- 憂世之志士（日语：憂世ノ志士・憂世ノ浪士）（後藤象二郎）
- 憂世之浪士（後藤象二郎）
- 不可思議編年史：不獲勝利絕不回頭（[14]）

2016年
- 最終騎士 -X fragments-（瑞格洪[15]）
- 問答RPG 魔法使與黑貓維茲（阿爾嘉姆納德）
- 一血卍傑 -ONLINE-（日语：一血卍傑-ONLINE-）

2018年
- 銀魂亂舞（村人〈賊〉、真選組隊士、見廻組、夜兔、攘夷浪士）
- Princess Connect！Re:Dive（日语：プリンセスコネクト!）（王宮騎士隊長、男性）
- 龍星的瓦爾尼爾（[16]）
- CARAVAN STORIES（日语：CARAVAN STORIES）（艾梅托洛[17]）
- 勇者鬥惡龍 創世小玩家2 破壞神席德與空蕩島
- 人中之龍 Online（大岩謙助）
- 英雄聯盟（派克）

2019年
- 惡靈古堡 RE:2（廣播主持人）
- 夢幻模擬戰I&II（巴爾加斯[18]）
- 銀河聯軍：阿特拉斯之戰（科瓦爾·格林[19]）

2020年
- 惡靈古堡3 重製版（蒂龍·亨利[20]）
- 最後生還者 第II章
- 足球小將翼 新秀崛起（古尾谷猛、富良野中應援團2、大丸雄一郎）

2022年
- 無期迷途（迪蒙）

### 外語配音
※作品依英文名稱及英文原名排序。

#### 電影
- 阿特米斯奇幻歷險（尋問男性）
- 水行俠（海賊1[21]）
- 復仇者聯盟3：無限之戰（Lab警備[22]）
- 賓漢（Pontius Pilatus）
- 猛禽小隊：小丑女大解放（Tim Munroe〈Derek Wilson 飾演〉[23]）
- 深海越獄（Marco〈Dolph Lundgren 主演〉）
- Blood（Sadler）
- 玩命特區（Yeti〈Robert Maillet 飾演〉）
- 大黃蜂（Wheeljack〈Steve Blum 配音〉[24]）
- 絕命尬車3：地獄（Baby〈Michael Dube 飾演〉）
- 玩命關頭6（Ivory〈David Ajala 飾演〉）
- 致命反擊（英语：Get the Gringo）（Carlos〈Tenoch Huerta 飾演〉）
- 姐就是美（Lyle〈Kyle Grooms 飾演〉[25]）
- 牠（釋迦男[26]）
- 侏儸紀世界（警備人員1）※劇院公映版。
- 唯我獨尊：復仇（Tong Po〈Dave Bautista 飾演〉）
- 不可能的任務：全面瓦解（流氓首領[27]）
- 海豹突擊隊大戰殭屍（英语：Navy Seals vs. Zombies）（Carl〈Chad Lail 飾演〉）
- 珊蒂別傳（Rishi Kapoor）
- 勇士無雙（日语：ドラゴン・アンド・スウォード 選ばれし戦士）（The One Warrior〈Jason David Frank 主演〉）
- 暴雨屋（英语：Stormhouse）（Leicester少校）
- 冬蔭功2（LC〈RZA 飾演〉）
- 全面封鎖（Frank Sutter〈Matthew Marsh 飾演〉[28]）
- 自由之路（英语：The Way Back (2010 film)）（Andrei〈Dejan Angelov 飾演〉）

#### 電視影集
- 屍骨未寒 (第8季)
- 孔子
- 諜影迷情 (第5季)
- 哥譚（Andrew Stewart-Jones〈Andrew Stewart-Jones 飾演〉）
- 巨商金萬德（Kim Dong-ju）
- 法律與秩序
- 楚漢傳奇（鐘離眜〈李凱傑 飾演〉）
- 神探猛龍（英语：Magnum P.I. (2018 TV series)）（Orville "Rick" Wright〈Zachary Knighton 飾演〉[29]）
- 百貨人生（英语：Mr Selfridge）（Roger Grove〈Tom Goodman 飾演〉）
- 疑犯追踪 (第4季
- 斯巴達克斯：詛咒之戰（Sanus、Castus）
- 勇者逆襲 (第3季)

#### 動畫
- 我愛阿噗（Chad〈Eric Edelstein 配音〉[30]）
- 怪獸大學（Tray）
- LEGO® Batman：The Movie〈英雄大集合〉（Bane）

### 旁白
- Project Runway (第9季)（バート·キーター）
- Japonmica學習簿 探險隊篇（日语：ショウワノート#ジャポニカ学習帳）
- DASH！大宮松鼠
- 柏青哥登龍門

### 其它
- 活動 埼玉市漫畫地區音樂祭
- 北澤樂天趣味武勇傳!!（北澤樂天）

## 腳註

## 外部連結
- 株式會社remax公式官網的聲優簡介 （页面存档备份，存于） （日語）
- 綿貫龍之介的X（前Twitter） （日語）